# Recha Sternbuch
Pour les articles homonymes, voir Sternbuch.
Recha Sterbuch, née Recha Rottenberg le 13 mai 1905 en Pologne et morte à Paris le 6 février 1971 est une femme juive orthodoxe suisse, d'origine polonaise, célèbre pour ses activités de sauvetage de Juifs durant la Seconde Guerre mondiale. Elle est la fille du grand-rabbin Markus Rottenberg, grand-rabbin d'Anvers de 1918 jusqu'à sa déportation à Vittel durant la Seconde Guerre mondiale. De Vittel, il est déporté à Auschwitz. Elle est la sœur du grand-rabbin Chaim Yaakov Rottenberg d'Anvers et Paris, la tante du rabbin Mordechai Rottenberg, rabbin actuel de la synagogue de la rue Pavée dans le 4e arrondissement de Paris (Pletzl) (Le Marais). Recha Sterbuch et son mari Isaac (Yitzchak) Sternbuch coordonnent à partir de la Suisse leurs opérations de sauvetage.

## Éléments biographiques
Recha Rottenberg est née le 13 mai 1905 en Pologne. Elle est la cinquième des neuf enfants du grand-rabbin Markus (Mordechai) Rottenbergné le 10 avril 1872 à Cracovie, en Galicie,Pologne et de Sara Hendel Rottenberg née Friedman, née à Dentskrennis, en novembre 1876.
Son père, le grand-rabbin d'Anvers depuis 1918, est originaire de Cracovie en Pologne. Il faisait partie des Moetzes Gedolei HaTorah,. Tout d'abord déporté à Vittel en France, il sera ensuite déporté à Auschwitz où il meurt en mai 1944.
Recha Rottenberg épouse Yitzchak Sternbuch, un homme d'affaires de Montreux (canton de Vaud) en Suisse.
À partir de la Suisse, avec son mari, Recha Sterbuch jouera un rôle important dans le sauvetage des Juifs, durant la Seconde Guerre mondiale.
Elle qui a sauvé tant de vies n'a pas pu sauver celle de son célèbre père. Vers la fin de la guerre, Recha Sternbuch obtint que son père, le grand-rabbin Markus (Mordechai) Rottenberg soit libéré. Mais il refuse sa liberté si elle ne s'accompagne pas de celle des autres détenus à Vittel. Il n'obtient pas une réponse favorable. Ils ont été déportés par le convoi n° 72 du 29 avril 1944 parti de Drancy via la gare de Bobigny vers Auschwitz. Il y meurt ainsi que son épouse, Sara Rottenberg.
Elle est une sœur aînée du grand-rabbin Chaim Yaakov Rottenberg (1909-1990) d'Anvers et Paris, la tante du rabbin Mordechai Rottenberg (1958-), rabbin actuel de la synagogue de la rue Pavée dans le 4e arrondissement de Paris (Pletzl) (Le Marais).

## Le sauvetage de Juifs durant la Seconde Guerre mondiale
Recha et Isaac Sternbuch sont les représentants de la Suisse au Vaad Hatzalah (Vaad ha-Hatsala) le comité de sauvetage de l'Union américaine des rabbins orthodoxes. Ils habitent alors à Saint-Gall (canton de Saint-Gall). Recha Sternbach est aussi responsable pour le Vaad Hatzala des Juifs de Pologne.
Dès 1939, en utilisant de faux-visas, les Sternbuch réussissent à libérer des centaines de détenus du camp de concentration de Dachau, et avec l'aide du chef de police de Saint-Gall, Paul Grueninger, les font venir en Suisse. Ils les aident à obtenir des passeports paraguayens qui permettent de sauver des vies.
Les Sternbuch réussissent à sauver 1 200 détenus du camp de concentration de Theresienstadt, en février 1945.

### Le télégramme de septembre 1942
Isaac et Recha Sternbuch font parvenir un télégramme en septembre 1942 aux leaders juifs américains via le consulat de Pologne à New York, qui selon Rafael Medoff (2000), serait un des premiers messages venant d'Europe à atteindre les États-Unis avec une information explicite sur le génocide nazi.
Le télégramme se lit comme suit :

« Selon une information récente authentique, les autorités allemandes ont évacué le dernier ghetto à Varsovie, assassinant bestialement environ cent mille juifs. Les assassinats de masse continuent... Les déportés des autres pays occupés subiront le même sort. On doit supposer que seules des fortes représailles de la part de l'Amérique peut arrêter ces persécutions. Agissez tant que vous pouvez pour déclencher une réaction américaine pour arrêter ces persécutions. Agissez tant que vous pouvez pour déclencher une telle réaction, secouer les hommes d'État, la presse et la communauté. »

## Documentaire
L'histoire de Recha Sternbuch est racontée dans le film Unlikely Heroes (2003), avec pour narrateur Ben Kingsley.